# Norbanus
Norbanus är ett släkte av steklar som beskrevs av Walker 1843. Norbanus ingår i familjen puppglanssteklar.

## Dottertaxa tillNorbanus, i alfabetisk ordning[1][2]
- Norbanus africanus
- Norbanus aiolomorphi
- Norbanus arcuatus
- Norbanus aureicornis
- Norbanus birmanus
- Norbanus calabrus
- Norbanus cerasiops
- Norbanus cyaneus
- Norbanus dysaules
- Norbanus elongatus
- Norbanus equs
- Norbanus grandaevus
- Norbanus guyoni
- Norbanus indorum
- Norbanus laevis
- Norbanus longifasciatus
- Norbanus malabarensis
- Norbanus meridionalis
- Norbanus nigriceps
- Norbanus nigrocyaneus
- Norbanus obscurus
- Norbanus perplexus
- Norbanus pisius
- Norbanus scabriculus
- Norbanus scelestus
- Norbanus scrobatus
- Norbanus spinosiclava
- Norbanus sumatranus
- Norbanus tenuicornis
- Norbanus thekkadiensis